# Tony Krier
Antoine (Tony) Krier (21. července 1906 v Hammu – 22. září 1994 v Houwaldu) byl lucemburský fotograf a novinář.

## Životopis
Byl dvorním fotografem, pracoval pro Luxembourger Wort a vydával fotoknihy. Kromě portrétů byly jeho náměty také snímky krajiny. Známé jsou i jeho dvě knihy Lucemburský mučedník 1940 1945, vydané bezprostředně po druhé světové válce, ve které jsou působivě zdokumentovány vesnice zničené při ofenzívě v Ardenách.
Když se Vysoký úřad CECA v roce 1952 usadil v Lucemburku, byl spolu s Théo Meyem jedním z nejaktivnějších fotografů na volné noze. Jeho snímky z té doby se dochovaly ve všech větších fotogaleriích.
Jeho asi 400 000 fotografií je archivováno ve Fototéce Lucemburku.

## Dílo
- D'Jorhonnertfeier 1939 am Bild.
- S Pierrem Hentgesem a Josephem Kanivé (texty), 1945. Lucemburský mučedník 1940-1945, 2 svazky.
- Panovník a jeho lid (1965).
- S Jemmy Koltzem, 1975. Historické hrady Lucemburska.
- Život velké dámy, 1986.
- Schueberfouer. Děti na kolotoči, 1939[1]
- Fête de la jeunesse. 1958[2]
- Družstvo Bonnevoie. 1959[3]
- Limpertsberg. 1941[4]
- Eleanor Rooseveltová a Perle Mesta na Letišti Lucemburk. 1950[5]
- Crèche au plateau Altmünster. 1968[6]
- Premiér Churchill v doprovodu prince Félixe, opouštějící pavilon lucemburského velkovévody na nádraží v Lucemburku , ze dne 15. července 1946[7]
- Vikomt Montgomery z Alameinu, listopad 1948, v „caserne du St. Esprit“.[8]
- Robert Schuman, Konrad Adenauer, Joseph Bech. 10. srpna 1952.[9]